# Vivianiaceae

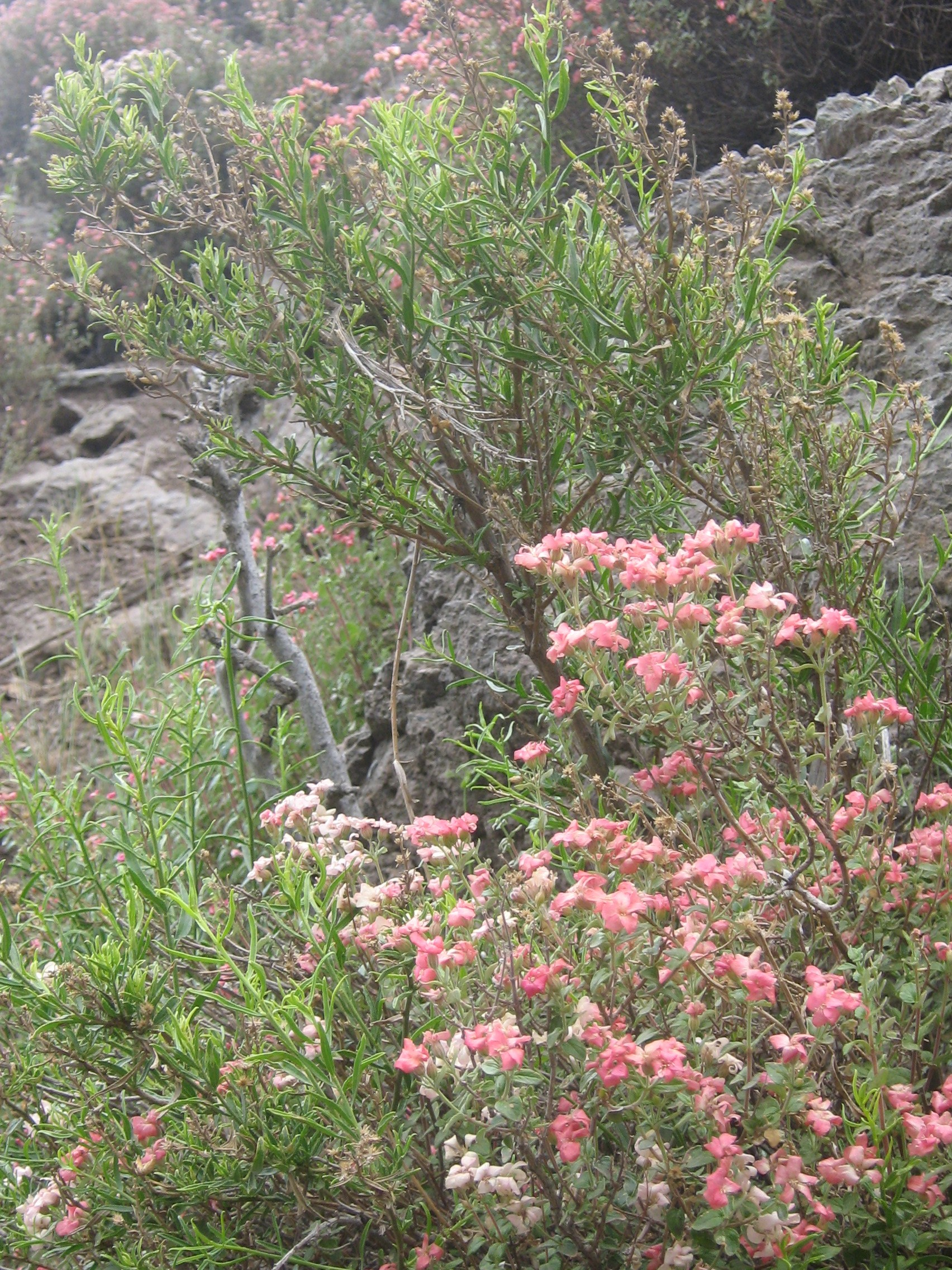
Viviania marifolia

Vivianiaceae – rodzina roślin wyróżniana w niektórych systemach klasyfikacyjnych w obrębie rzędu bodziszkowców (Geraniales). Obejmuje 5 rodzajów liczących w sumie ok. 18 gatunków występujących na wschodnim wybrzeżu Ameryki Południowej od São Paulo do Buenos Aires oraz w południowoamerykańskich Andach. W systemie APG IV z 2016 należące tu rośliny włączone zostały w randze plemienia Vivianieae Klotzsch do rodziny Francoaceae.

## Morfologia
PokrójKrzewy i byliny, wyjątkowo rośliny jednoroczne (Viviania tenuicaulis).
LiścieUlistnienie naprzeciwległe. Liście są pojedyncze i czasem głęboko wcięte, całobrzegie i ząbkowane, siedzące i krótkogonkowe, pozbawione przylistków.
KwiatyPromieniste, 5- lub 4-krotne (rzadko 8- lub 10-krotne), z wyraźnymi płatkami i działkami kielicha (brak jednak płatków u Rhynchotheca). Płatki korony są podobnej wielkości lub dłuższe od działek kielicha, mają barwę od białej przez żółtą, różową do fioletowej. Pręcików jest 8-10. Słupek jest górny, utworzony z 3-5 owocolistków. Zalążnia jest owalna lub kulista, owłosiona, zwieńczona krótką szyjką z rozdzielającym się na 3 lub 5 łatek znamieniem.
OwoceOwocem jest pękająca torebka zawierająca po 1-2 nasiona w każdej konorze.

## Systematyka
Rośliny tu zaliczane w systemie Cronquista (1981) klasyfikowane były do bodziszkowatych. Łączone były w rodzinę lub rozdzielane do 2 lub 3 trzech rodzin. W systemie APG III (2009) zostały połączone w jedną. W systemie APG IV z 2016 rozszerzono ujęcie rodziny Francoaceae włączając do niej także Vivianiaceae.
Pozycja i podział według systemu APG III (2009)
Jedna z rodzin rzędu bodziszkowców, stanowiąca w jego obrębie grupę siostrzaną względem miodokwiatowatych. Rząd należy do kladu różowych w obrębie okrytonasiennych. 
|  | Geraniaceae bodziszkowate                                                                                                |
|  | |
|  | \| \| Melianthaceae miodokwiatowate (w tym Francoaceae) \| \| \| \| \| \| Vivianiaceae (w tym Ledocarpaceae) \| \| \| \| |
|  | |
|  | Melianthaceae miodokwiatowate (w tym Francoaceae)                                                                        |
|  | |
|  | Vivianiaceae (w tym Ledocarpaceae)                                                                                       |
|  | |

|  | Melianthaceae miodokwiatowate (w tym Francoaceae) |
|  |                                                   |
|  | Vivianiaceae (w tym Ledocarpaceae)                |
|  |                                                   |

Wykaz rodzajów
- Balbisia
- Cissarobryon
- Rhynchotheca
- Viviania
- Wendtia